# Metamorf gesteente

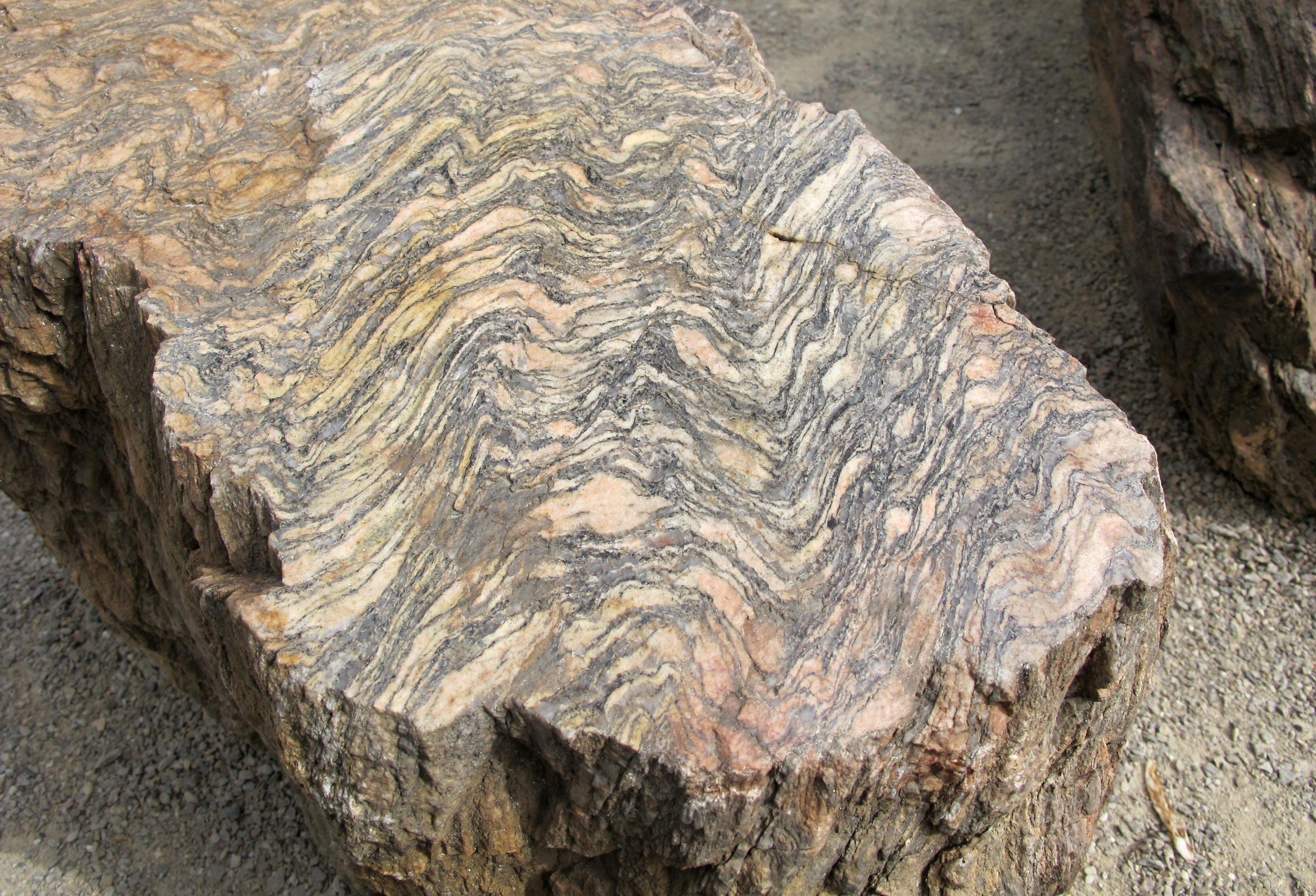
Een orthogneis in het geopark van de Karelsuniversiteit Praag (Tsjechië). In dit metamorfe gesteente ziet men duidelijke foliaties en plooien.

Metamorf gesteente is gesteente dat onder invloed van temperatuur, druk of hydrothermale vloeistoffen is gerekristalliseerd of gemetamorfoseerd. Meestal gebeurt dit op grotere diepte in de aardkorst of de aardmantel.
Metamorfe gesteenten worden gekenmerkt door metamorfe mineralen, mineralen die onder invloed van druk en temperatuur in het gesteente groeien. Als een gesteente slechts laaggradig metamorf is zullen deze mineralen sporadisch en klein zijn. Hooggradig metamorfe gesteenten bestaan volledig uit metamorfe mineralen.

## Vorming
De vorming van metamorf gesteente is net als bij stollingsgesteente een endogeen proces, in tegenstelling tot sedimentair gesteente, waarvan de vorming een exogeen proces is.
Het oorspronkelijke gesteente van voor de rekristallisatie of metamorfose noemt men de protoliet. Vaak zijn in metamorfe gesteenten nog kenmerken van de protoliet te herkennen, bijvoorbeeld als compositionaire banden wanneer de protoliet een gelaagd sedimentair gesteente was. In andere gevallen is bijvoorbeeld een vulkanische textuur te herkennen, dit geeft aan dat de protoliet een uitvloeiingsgesteente was. Hoe hoger de metamorfe graad van het gesteente, des te minder kenmerken van de protoliet aanwezig zijn.
Metamorfe gesteenten zijn vaak ook in min of meerdere mate gedeformeerd, maar dit hoeft per definitie niet zo te zijn.

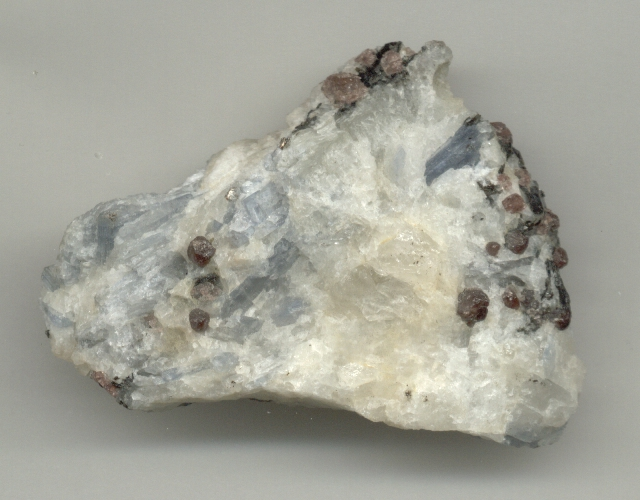
Indexmineralen kyaniet (lichtblauw en langwerpig) en granaat (rossig en bolvormig) in een verder grotendeels uit witte kwarts bestaande gneis.

## Metamorfe mineralen
Welke metamorfe mineralen in een metamorf gesteente voorkomen hangt af van de precieze druk en temperatuur die in het gesteente geheerst hebben. Sommige mineralen groeien slechts op een klein druk-temperatuurinterval, anderen kunnen onder meer verschillende omstandigheden groeien. Bepaalde groepen van metamorfe mineralen die samen voorkomen en karakteristiek zijn voor een bepaalde druk en temperatuur, worden metamorfe facies genoemd.
Als de druk en temperatuur in een gesteente veranderen, kan een metamorfe reactie plaatsvinden, een chemische reactie waarbij een of meerdere mineralen omgezet worden naar een ander mineraal of andere mineralen. Als de reactie plaatsvindt omdat druk en temperatuur hoger worden, spreekt men van een prograde reactie, als dit gebeurt omdat druk en temperatuur lager worden, van een retrograde reactie. Soms kan een metamorfe reactie in een gesteente worden "waargenomen" omdat een bepaald mineraal over een ander mineraal gegroeid is.
Metamorfe mineralen waarvan de precieze druk- en temperatuuromstandigheden goed bekend zijn, worden indexmineralen genoemd. Ze geven een indicatie hoe diep en warm het gesteente is geweest. Voorbeelden van indexmineralen zijn de drie kristallijne polymorfen van aluminiumsilicaat (Al2SiO5) andalusiet, kyaniet en sillimaniet. Andere indexmineralen zijn bijvoorbeeld stauroliet, sommige vormen van granaat, plagioklaas, amfibolen, mica's en pyroxenen.

## Foliatie
Gelaagdheid zoals splijtvlakken in metamorfe gesteenten worden foliaties genoemd. Sommige metamorfe gesteenten kunnen sterk gefolieerd zijn en/of meerdere foliaties hebben. De foliatie kan een sedimentaire gelaagdheid zijn (zogenaamde bedding), maar is bij hogere graden van metamorfose meestal het gevolg van mechanische spanning die op het gesteente heeft gestaan. Als gevolg van de spanning zullen platige mineralen (mica's als chloriet, muscoviet of biotiet) zich in een bepaalde richting oriënteren. Door de voorkeursrichting van deze mineralen kan een metamorf gesteente een platige of gefolieerde textuur krijgen, men noemt dit type foliatie een schistositeit. Vanzelfsprekend zullen gesteenten die veel mica's bevatten (zoals schisten of fyllieten) sterker gefolieerd raken dan gesteenten die weinig mica's bevatten (zoals kwartsieten of amfibolieten).

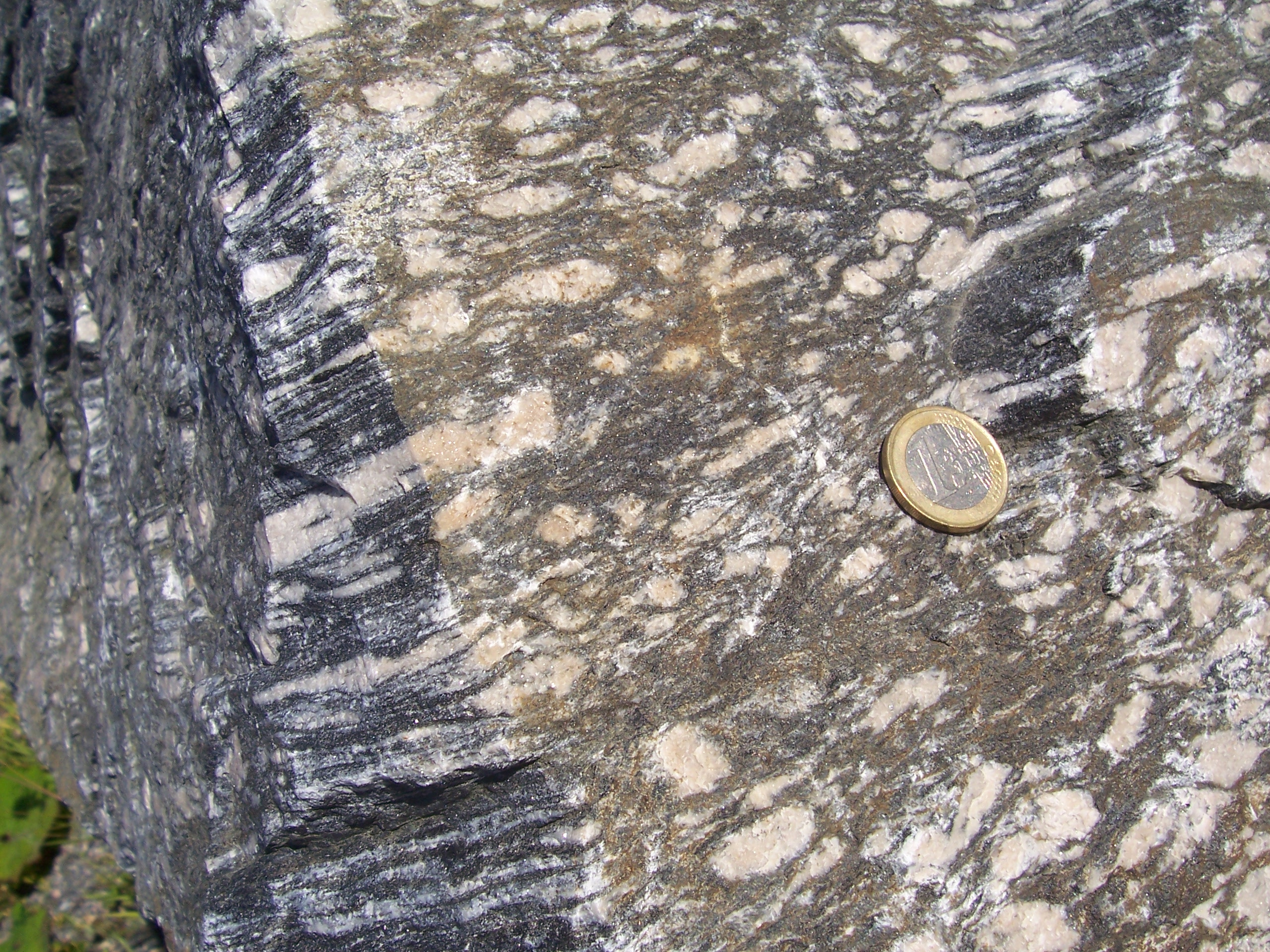
Augengneis is een soort gneis waarin kleine smeltlichamen voorkomen die augen genoemd worden. Door schuif kunnen de augen in een bepaalde richting zijn uitgetrokken, zoals uit de twee aansnedes van het gesteente op de foto blijkt.

## Typen metamorfe gesteenten
Metamorfe gesteenten kunnen worden ingedeeld op metamorfe graad, textuur en compositie. Er kunnen daarom meestal meerdere namen voor hetzelfde gesteente gebruikt worden afhankelijk van waar men in geïnteresseerd is. Wel wordt aangeraden bij het beschrijven van een gesteente op observaties af te gaan en pas in tweede instantie interpretaties te geven.

### Indeling naar compositie
Een metamorf gesteente kan een naam krijgen vanwege de compositie die het heeft. Een marmer is een metamorf gesteente dat voornamelijk uit kalk bestaat. Verder bestaat een kwartsiet voornamelijk uit kwarts en een pyroxeniet voornamelijk uit pyroxenen.

### Indeling naar textuur
Als gesteente op grotere diepte gebracht wordt, veroorzaakt de druk van het bovenliggende gesteente een spanning, die kan worden beïnvloed door tektoniek. Door de druk kunnen in schalie mica's (platige mineralen) groeien, waardoor in het gesteente behalve de bedding een tweede splijting ontstaat, loodrecht op de spanningsrichting. Als gesteente zo'n tweede splijting heeft ontwikkeld, spreekt men van een leisteen.
In gesteente dat nog dieper is geweest, kunnen grotere micakristallen (ook met het blote oog zichtbaar) zijn gegroeid, zodat de steen tegen het licht in gezien gaat glimmen. Dit type metamorf gesteente noemt men fylliet.
Wanneer de mica's de originele textuur van de protoliet beginnen te overgroeien ontstaat een nieuwe foliatie in het gesteente, die schistositeit wordt genoemd. Het bijbehorende gesteente noemt men een schist.
Gesteenten die van oorsprong geen of minder kleimineralen bevatten, zullen geen schistositeit ontwikkelen. Onder hoog metamorfe omstandigheden zal wel rekristallisatie optreden, waarbij door diffusie compositionaire banden kunnen ontstaan. Een dergelijk gesteente noemt men een gneis.

### Indeling naar metamorfe graad
Lichte rekristallisatie door het proces van drukoplossing treedt al snel op, als sprake is van enige consolidatie in sedimenten. Daarbij wordt gesteente gevormd. Dit noemt men diagenese. De eerste metamorfe reacties treden op in kleimineralen, zodat een schalie gemakkelijker als licht metamorf te herkennen is dan een zandsteen.
Over het algemeen hebben in de opeenvolging gneiss - schist - fylliet - leisteen de eersten een hogere metamorfe graad dan de laatsten. Een preciezere indeling op druk en temperatuur is het onderscheid tussen metamorfe facies, waarin elk temperatuur-drukgebied herkend kan worden aan bepaalde mineralen, die karakteristiek zijn voor die omstandigheden. Zo kan men groenschisten, blauwschisten en witschisten herkennen. Bij sommige metamorfe facies is de facies echter genoemd naar een bepaald gesteente. Een amfiboliet is een gesteente met de chemische samenstelling van (en vaak de protoliet) basalt, een gesteente dat onder die facies gemetamorfoseerd is noemt men daarom geen amfiboliet maar een "amfibolitisch" gesteente. Hetzelfde geldt voor eclogiet en granuliet - ook deze namen zijn gereserveerd voor een bepaalde compositie.

### Indeling naar protoliet
Als de protoliet een klastisch sediment was, wordt onderscheid gemaakt tussen peliet (kleiig of siltig sediment), psammiet (zandig sediment) en psefiet (sediment met klasten grover dan zand). Zulke naamgeving bestaat niet voor andere protolieten, als de protoliet bijvoorbeeld basalt was, wordt deze ook basalt genoemd.
De naam van het metamorfe gesteente kan worden gemaakt door het prefix meta- voor de naam van de protoliet te zetten: bijvoorbeeld een "metabasalt" of een "metapeliet".
Bij gneissen wordt onderscheid gemaakt tussen paragneiss (gneis met een sedimentaire protoliet) en orthogneiss (gneis met een magmatische protoliet).
Omdat de protoliet in originele staat meestal niet naast het metamorfe gesteente te vinden is, is een indeling op protoliet altijd een interpretatie.